# Uniempresarial
La Universidad Empresarial (oficialmente Fundación Universitaria Empresarial de la Cámara de Comercio de Bogotá), también conocida cómo Universidad Empresarial de Bogotá, es una institución de Educación Superior de carácter Privado ubicada en la ciudad de Bogotá. Fue fundada en 2001 por la Cámara de Comercio de Bogotá en conjunto con la Cámara de Industria y Comercio Colombo-Alemana. Es considerada pionera en programas universitarios donde se aplica el modelo dual alemán creado en Alemania, aplicando la formación tradicional de academia con procesos de práctica profesional en empresas de los diferentes sectores de la economía nacional. Los estudiantes de pregrado cursan (7) siete semestres y medio intensivos con periodos vacacionales más cortos, finalizando sus estudios mucho más rápido pero con la formación adecuada y de alta calidad para enfrentarse al mundo laboral; además se gradúan con experiencia laboral certificada de 1 año y medio (18 meses), esto por el proceso de inmersión en las más de 200 empresas que se tienen como aliadas. La Institución ofrece 6 programas de pregrado, 3 Tecnologías, 4 en posgrado y 1 maestría. Actualmente el programa de Administración de Empresas cuenta con Acreditación del Consejo Nacional de Administración y en proceso de obtención el programa de Finanzas y Comercio Exterior.

## Historia
El proyecto de una Institución Universitaria especializada para la formación de empresarios en Bogotá se comienza a plantear en 1996 cuando la Cámara de Comercio de Bogotá en conjunto con la Cámara de Industria y Comercio Colombo-Alemana y la Agencia Alemana de Cooperación al Desarrollo GTZ firman un acuerdo de cooperación técnica interinstitucional para iniciar en Colombia con aprobación del Gobierno Alemán, un modelo de Educación Superior encaminado a la formación universidad-empresa o modelo dual, el cual nace en 1973 en Alemania Occidental con las Berufakademies o Universidades de Educación Cooperativa, entre ellas la DualeHochscuele que actualmente aplica dicho modelo en Alemania. Posterior, la GTZ (Hoy GIZ), presenta el modelo de formación indicado para las necesidades del sector empresarial colombiano, dando inicio al proyecto que 5 años después darían inicio a la Universidad Empresarial de Bogotá.
El 23 de mayo de 2001 abre las puertas Uniempresarial, formando en su primer año a 27 estudiantes ubicados en 26 empresas de distintos sectores de la economía de Bogotá, dictando sus clases en uno de los pisos de la entonces Sede Central de la Cámara de Comercio en el centro de la ciudad, que posteriormente sería su sede definitiva entre 2002 a 2011, cuando fue trasladada al barrio Acevedo Tejada cerca a la Universidad Nacional. El primer programa profesional abierto en esta institución fue Administración de Empresas en 2001, en 2008 abre la Carrera de Finanzas y Comercio Exterior, y con el paso de los años se han añadido distintos programas que se han diseñado para cubrir las necesidades de las empresas de la ciudad y el país. Hoy en día, la Corporación Alexander Von Humboldt de Armenia, la Universidad Autónoma de Bucaramanga en Bucaramanga, la Universidad Tecnológica de Bolívar en Cartagena y la Universidad Autónoma de Occidente en Cali, han imitado el modelo aplicado inicialmente en Bogotá, creando junto a otras instituciones en Ecuador, Perú y México una Red de Universidades Empresariales similares al Modelo Alemán.
A la fecha la institución tiene como rector al Dr.Carl Henrik Langebaek Rueda, en cabeza de la representación estudiantil a la fecha se encuentra designado Julian Mateo Diaz Duran como representante principal por los estudiantes ante el Consejo Superior Universitario de la Institución.

## Programas académicos

### Pregrados
- Administración de Empresas
- Finanzas y Comercio Exterior
- Marketing
- Negocios Internacionales
- Ingeniería Industrial
- Ingeniería de Software

### Tecnologías
- Tecnología en Gestión Comercial
- Tecnología en Gestión del Talento Humano
- Tecnología en Gestión para la Producción Industrial

### Posgrados
- Alta Gerencia
- Marketing
- Finanzas y Negocios Internacionales

### Maestrías
- Maestría en Administración de Negocios

## Sedes
Uniempresarial tuvo entre 2001 a 2011 su sede en la Carrera 9 No 16 - 21 en el Centro de Bogotá donde anteriormente se encontraba la Sede Central de la Cámara de Comercio de Bogotá entre los años 60 a 2004; ante el mantenimiento de la estructura del Centro, se traslada la sede a su actual ubicación en la Carrera 33 No 30 - 21 en el barrio Acevedo Tejada, cercano a la Universidad Nacional de Colombia, donde se encuentra su sede académica y la oficina del rector de la Institución Universitaria. En 2014 se traslada las funciones administrativas y gran parte de las Direcciones Universitarias a la Transversal 34 Bus 29A – 44, en el mismo sector, cercano a la Sede Académica.